# Quartier de la Grève
Le quartier  de la Grève est un quartier historique de Paris issu du découpage en quatre de la ville vers 954 et qui ne disparaît qu'à la Révolution française.

## Délimitation
Suivant le bornage de 1702, le quartier correspond aujourd'hui à une partie de la rive droite de la Seine située au nord-ouest du 4e arrondissement. Elle est donc délimitée par les quais au sud. Puis elle est comprise entre la rue Saint-Martin à l'ouest, les rues de la Verrerie et du Roi-de-Sicile au nord, les rues Vieille-du-Temple, du Pont-Louis-Philippe et François-Miron au nord-est, et enfin la rue Geoffroy-l'Asnier à l'est.

## Historique
La place de Grève est, avec le quai de Grève, le principal port de la ville au Moyen Âge. À partir de 1357, elle accueille les institutions municipales dans la « maison aux Piliers », futur hôtel de ville de Paris.
En 1786, le quartier se situe au sud des paroisses de Saint-Merri, Saint-Jean-en-Grève et Saint-Gervais.
Le quartier est remplacé en 1790 par la section de l'Hôtel-de-Ville, qui devient en 1811 le quartier de Hôtel-de-Ville. En 1860, les quartiers Saint-Merri et Saint-Gervais, du nouveau 4e arrondissement, remplacent le précédent.

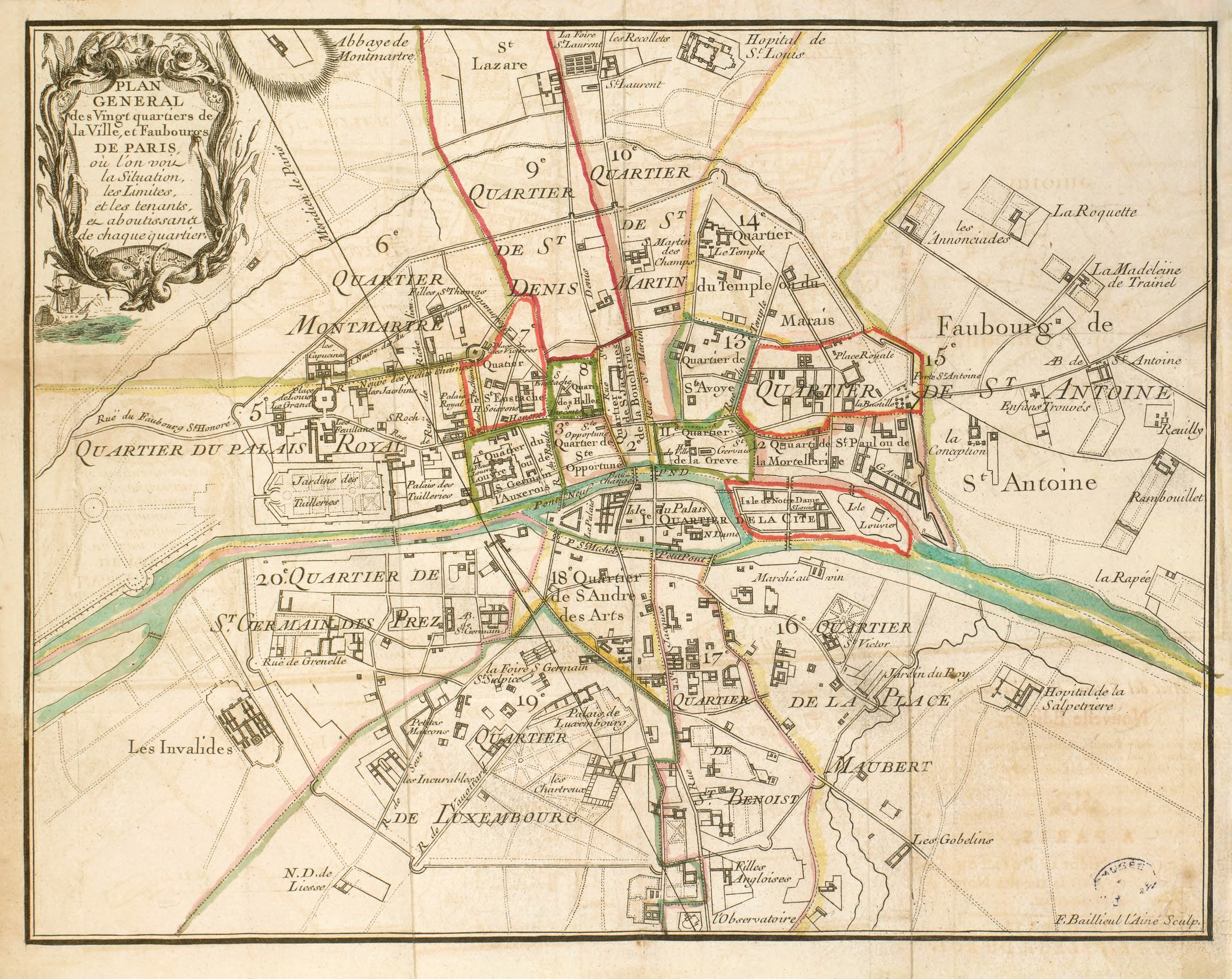
Plan général des vingt quartiers de la ville et faubourgs de Paris, par Jean-Baptiste Scotin (1678-?)